# Florian Helgath
Florian Helgath (Regensburg, 16 november 1978) is een Duitse dirigent. Sinds 2011 is hij artistiek directeur van ChorWerk Ruhr. 

## Geschiedenis
Helgath begon als zanger in het kathedraalkoor van Regensburg. Hij studeerde koordirectie aan de Hochschule für Musik und Theater in München, waar hij les kreeg van Michael Gläser, Stefan Parkman en Dan-Olof Stenlund. In 2008 behaalde hij zijn masterdiploma. In 2006 was hij finalist van de Eric Ericson Awards en in 2007 van de International Competition for Young Choral Conductors in Boedapest.
Hij werkte als dirigent met koren zoals SWR Vokalensemble Stuttgart, Rias Kammerchor, MDR Leipzig Rundfunkchor, Chor des Bayerischen Rundfunks, Choeur de Radio France en het koor van Filharmonia Narodowa. Hij werkte ook regelmatig met het Groot Omroepkoor uit Hilversum. Hij werkte met orkesten zoals Münchner Rundfunkorchester, Bochumer Symphoniker, DR RadioUnderholdningsOrkestret, Münchner Symphoniker, Akademie für Alte Musik Berlin, Concerto Köln, Ensemble Resonanz, Orchestra La Scintilla, Dortmunder Philharmoniker, WDR Funkhausorchester en Odense Symfoniorkester. Hij was te gast op festivals zoals de Berliner Festspiele, Audi Sommerkonzerte, Eclat Festival Stuttgart, Thüringer Bachwochen en de Ruhrtriënnale.
Helgath was artistiek directeur van het Via Nova-koor in München van 2008 tot 2016. Tussen 2009 en 2015 was hij dirigent van het Danish National Choir. In 2017 werd hij artistiek directeur van de Zürcher Sing-Akademie.
Sinds 2011 is hij artistiek directeur van ChorWerk Ruhr. Met dit koor werkte hij mee aan een opvoering van Einstein On The Beach van Philip Glass in Dortmund. Met B'Rock Orchestra en Muziektheater Transparant maakten ze in 2017 de voorstelling Earth Diver. Deze voorstelling was een co-productie van Ruhrtriënnale, Klarafestival, Operadagen Rotterdam, MAfestival, B’Rock en Escautville. Regisseur Wouter Van Looy gebruikte materiaal van filosofen Peter Sloterdijk en Slavoj Žižek voor een portret van een samenleving in crisis. Deze voorstelling ging in première op de Ruhrtriënnale 2017. In 2018 stonden Helgath en ChorWerk Ruhr in deSingel in Antwerpen, met een programma van Rossini, en in 2019 in Muziekgebouw Amsterdam, met een programma van Bach en Kagel. In 2021 brengt Helgath met sopraan Johanna Winkel en ChorWerk Ruhr de Belgische première van Mansur van componist Samir-Odeh Tamimi in deSingel.
Met het Vlaams Radiokoor en  Brussels Philharmonic stond hij in 2018 in het Flageygebouw in Brussel, met de voorstelling For the Fallen, een "muzikaal eerbetoon aan de vluchtelingen van gisteren en vandaag".
Sinds oktober 2020 is hij professor koordirectie aan de Hochschule für Musik und Tanz Köln.

## Onderscheidingen
- Echo Klassik 2017 voor het album Da Pacem,[22] met RIAS Kammerchor & Caella de la Torre.[23]
- ICMA Award 2017 voor het album Geistliche Gesänge, met MDR Rundfunkchor Leipzig.[24]